# Duarte Pio de Bragança
Duarte Pio de Bragança GMNSC (Berna, 15 de maio de 1945), é o atual Duque de Bragança e pretendente à Coroa de Portugal.  Bisneto do rei D. Miguel I e tetraneto do Rei D. Pedro IV, é o mais alto representante da Casa Real Portuguesa, uma instituição privada.
Duarte Pio é filho de Duarte Nuno de Bragança, por sua vez neto de D. Miguel I, e de sua esposa Maria Francisca de Orléans e Bragança, trineta de D. Pedro IV de Portugal e I do Brasil, no casamento que uniu os dois ramos, miguelista e liberal, da Casa de Bragança. É irmão de Miguel Rafael de Bragança e de Henrique Nuno de Bragança (já falecido), sendo o irmão mais velho. Casou a 13 de maio de 1995 com Isabel de Herédia, no Mosteiro dos Jerónimos, em Lisboa, sob a presidência de D. António Ribeiro, Cardeal-Patriarca de Lisboa. O casal teve três filhos: Afonso, Maria Francisca e Dinis.

## Primeiros anos
Duarte Pio de Bragança nasceu em Berna, na Suíça, em 15 de maio de 1945. Foi o primeiro filho de Duarte Nuno de Bragança e da princesa Maria Francisca de Orléans e Bragança. Os seus padrinhos de batismo foram, por representação, o Papa Pio XII e a Rainha-viúva D. Amélia de Orleães.
Os membros da Família Bragança foram autorizados a regressar a Portugal pela Lei n.º 2040, de 27 de maio de 1950.
A família de Duarte Nuno de Bragança fixou residência na Quinta da Bela Vista, em Canidelo, Vila Nova de Gaia, propriedade de Maria Manuela Borges de Quental Calheiros, condessa da Covilhã, e do seu consorte, Dr. Miguel Gentil Quina, conde consorte da Covilhã. Posteriormente, mudou-se para o Palácio de São Marcos, uma propriedade em São Silvestre, nos arredores de Coimbra, que foi parcialmente cedida pela Fundação da Casa de Bragança para servir de residência à família. Sem fortuna e "sem meios financeiros para sustentarem a propriedade", a família retornada pagava as suas despesas com donativos de apoiantes da Causa Monárquica. Mais tarde, foi em Santar que Duarte Pio conseguiu a sua primeira residência pessoal em Portugal.

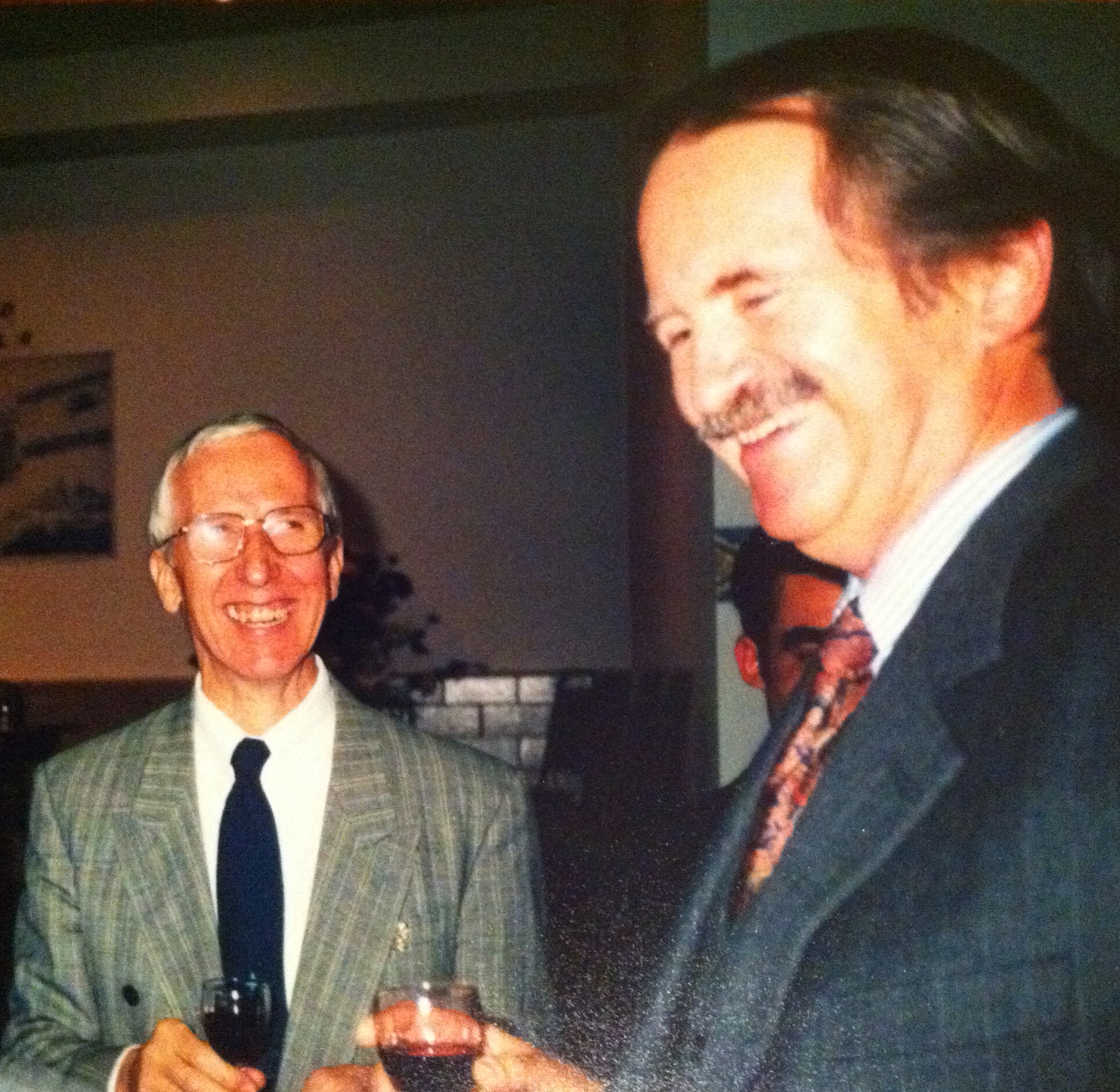
Duarte Pio com o agrónomo Jean-Claude Rodet em 2002.

Duarte Pio estudou em Portugal, iniciando o seu percurso no Colégio das Caldinhas, situado nas Caldas da Saúde, em Santo Tirso, que frequentou entre 1957 e 1959. No ano letivo de 1959/60 estudou no Liceu Nacional Sá de Miranda, em Braga. Em 1960 ingressou no Colégio Militar em Lisboa, em simultâneo com o seu irmão Miguel. Mais tarde, frequentou o curso de engenharia agrónoma, contudo sem obter a licenciatura, e estudou no Instituto para o Desenvolvimento da Universidade de Genebra.
A 25 de abril de 1974, divulgou um comunicado enquanto pretendente ao trono, onde afirmou: "Vivo intensamente este momento de transcendente importância para a Nação. Dou o meu inteiro apoio ao Movimento das Forças Armadas e à Junta de Salvação Nacional".

## Disputa pela pretensão ao trono de Portugal
No início da década de 1980, e tal como tinha acontecido com o seu pai, Duarte Pio debateu-se com uma prolongada disputa judicial pela titularidade e chefia da Casa Real, sobretudo contra as pretensões de D. Maria Pia de Saxe-Coburgo Gotha e Bragança, tida publicamente como «a Duquesa de Bragança», uma alegada filha natural do rei D. Carlos I de Portugal e, por isso, alegada meia-irmã do rei D. Manuel II.
De acordo com a tradição monárquica o último Príncipe Real de Portugal fora D. Luís Filipe, e fora também ele o último Duque de Bragança em tempo de vigência da Monarquia. Por esse motivo, o título de "Duque de Bragança" jamais poderia passar para a linhagem do ramo Miguelista do qual Duarte Pio descende, não só porque essa linhagem havia sido banida perpetuamente por Carta de Lei da rainha D. Maria II de Portugal, datada de 19 de dezembro de 1834, e reforçada pela Constituição Monárquica Portuguesa de 1838, mas também porque foi liderada apenas por primos estrangeiros em 5º grau (e até graus mais distantes) do último monarca português, e, por esse motivo, nem sequer representavam parentes válidos à luz da Lei. É que o facto de não deter-se nacionalidade portuguesa originária constitui um fator imediato de exclusão da sucessão ao trono em Portugal. Por esse mesmo motivo, ainda que não houvesse outros, os pretendentes Miguelistas ficaram de imediato sem direitos dinásticos: Miguel Januário de Bragança nasceu em Kleinheubach, na Alemanha; Duarte Nuno de Bragança nasceu em Seebenstein, na Áustria; e Duarte Pio nasceu em Berna, na Suíça, fora da Legação de Portugal.
Não obstante, para preservar o estatuto de chefe de casa dinástica, se para tal legitimidade tivessem à luz do direito internacional, e assim, dessa forma, manter o estatuto de soberano não reinante, o ex-infante D. Miguel de Bragança e os seus descendentes (no qual se inclui Duarte Pio), nunca poderiam ter abdicado dessa soberania como o fizeram ao longo de gerações. Exemplos disso: quando o próprio ex-infante D. Miguel, em Evoramonte, assinou uma adenda declarando que nunca mais se imiscuiria em negócios desta nação e seus domínios; Miguel Januário, avô de Duarte Pio, quando serviu no exército austríaco; o seu filho Duarte Nuno quando mandou os seus partidários obedecer ao rei D. Manuel II; e, inclusive, o próprio Duarte Pio de Bragança, tendo servido voluntariamente na Força Aérea Portuguesa e, por esse motivo, jurado bandeira, jurou respeitar a Constituição e as leis da República Portuguesa (na qual se inclui o art.º 288, alínea b, nº 2 "a forma republicana constitui um limite material à própria revisão constitucional") e tornou-se assim num mero cidadão português igual a todos os outros (cabe ressaltar que à luz do direito internacional as três Repúblicas Portuguesas são consideradas estados sucessores do antigo Reino de Portugal).
Em 2006, um parecer do Departamento de Assuntos Jurídicos do Ministério dos Negócios Estrangeiros, contrário ao definido pela Constituição Monárquica de 1838 (lembrando que esta foi completamente revogada pelo poder constituinte originário) e à própria Constituição da República Portuguesa, procurava reconhecer Duarte Pio de Bragança como o único e legitimo herdeiro do trono de Portugal. Esse parecer era fundamentado pelo "reconhecimento histórico e da tradição do Povo Português", pelas "regras consuetudinárias da sucessão dinástica", e pelo "reconhecimento tácito das restantes casas reais da Europa e do Mundo com as quais a legítima Casa de Bragança partilha laços de consanguinidade". Recordava, ainda, ter sido conferido pela República Portuguesa a Duarte Pio a representatividade política, histórica e diplomática, e lembrava que os pretendentes ao título de duque de Bragança "são várias vezes enviados a representar o Povo Português em eventos de natureza cultural, humanitária ou religiosa no estrangeiro, altura em que lhes é conferido o passaporte diplomático". Este parecer obteve forte contestação por parte do ex-deputado do Partido Popular Monárquico, Nuno da Câmara Pereira, assim como por demais personalidades e organismos nacionais.

## Reconciliação com a Maçonaria Portuguesa
Em 2004, Duarte Pio de Bragança deslocou-se à sede do Grande Oriente Lusitano (GOL), da Maçonaria Portuguesa, no que constituiu a primeira visita de um descendente da extinta Casa de Bragança a esta instituição maçónica. O grão-mestre António Arnaut declarou publicamente que: "Não há hoje nenhum contencioso entre a Maçonaria e a Casa de Bragança" e acrescentou que a "reconciliação da Maçonaria Portuguesa com a Casa de Bragança" deu-se na ocasião dessa mesma visita de Duarte Pio. Este ato público de reconciliação demonstrou que o combate à maçonaria por parte dos Miguelistas não passou historicamente de uma mera jogada política para esse ramo familiar conseguir obter o apoio da Igreja Católica. Além disso, António Arnaut também recordou, por exemplo, que o próprio Francisco Correia de Herédia, 1.º Visconde da Ribeira Brava, trisavô de Isabel de Herédia, a esposa de Duarte Pio, integrou o fracassado golpe de 28 de Janeiro de 1908, quatro dias antes do Regicídio, que visava assassinar o rei D. Carlos I e alcançar o derrube da monarquia em Portugal.

## Processo da Ordem de São Miguel da Ala

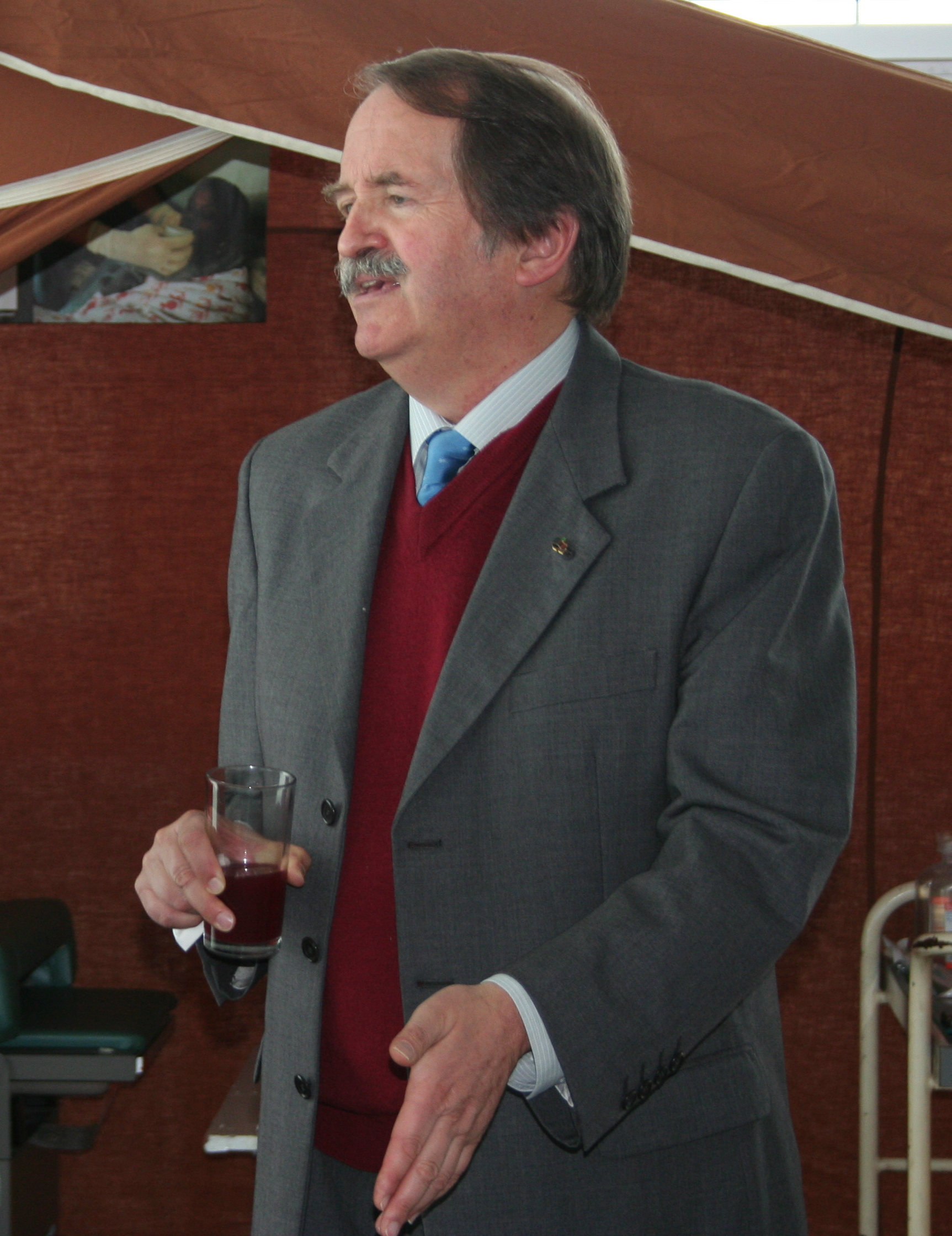
Duarte Pio em 2008.

Em 2007, Duarte Pio foi investigado pelo Ministério da Economia e Inovação e, posteriormente, processado pelo deputado Nuno da Câmara Pereira, do Partido Popular Monárquico. Nuno da Câmara Pereira acusou o pretenso chefe da Casa Real de roubo da patente da Ordem de São Miguel da Ala, o que deu origem a uma longa batalha judicial. Em 2009, o Tribunal Cível de Lisboa acabou por dar razão ao ex-líder do PPM e obrigou Duarte Pio a desistir do nome da Ordem. A alegação feita por Nuno da Câmara Pereira é que, por ter feito o registo civil do nome em 1981, detém os direitos de uso, similar ao tratamento conferido a uma marca. Contudo, sendo a Ordem da Ala uma antiga ordem dinástica portuguesa, o seu uso e chefia estariam aparentemente reservados ao herdeiro do trono, como alegou Duarte Pio.
Em junho de 2011, Duarte Pio foi alvo de uma execução judicial, sendo penhorados 17 dos seus imóveis e uma conta bancária, como forma de garantia do pagamento de 100 mil euros à Ordem de São Miguel de Ala. Dois anos após a justiça ter congelado os bens de Duarte Pio, o processo chegou à barra do Tribunal do Comércio de Lisboa. Em Fevereiro de 2014, este tribunal condenou Duarte Pio de Bragança a pagar à Ordem de São Miguel da Ala (O.S.M.A.) uma indemnização por danos patrimoniais, devido ao uso indevido de símbolos iguais ou semelhantes aos da organização, o Tribunal da Relação, em 2015, confirmou na totalidade a sentença da primeira instância.
Em 5 de outubro de 2015, o Supremo Tribunal de Justiça condenou definitivamente Duarte Pio de Bragança, tendo-o proibido de fazer uso do nome e das insígnias da Ordem de São Miguel da Ala, obrigando-o a indemnizar os legais detentores dos direitos e impedindo-o, inclusive, de solicitar novo recurso face ao referido processo.
No entanto, em 3 de novembro de 2015 os direitos aos símbolos por Nuno Pereira perderam-se e em 7 de dezembro Duarte Pio de Bragança ganhou o caso e readquiriu os direitos legais para o uso das insígnias.

## Casamento e filhos
Casou-se, em 13 de maio de 1995, no Mosteiro dos Jerónimos, em Lisboa, com Isabel Inês de Castro Curvelo de Herédia (Lisboa, 22 de novembro de 1966) e tem desta três filhos:
- Afonso de Santa Maria de Herédia de Bragança, Lisboa, 25 de março de 1996 (29 anos), pretendente aos títulos de Príncipe da Beira, de Duque de Barcelos e de Duque de Guimarães.[30] Foi batizado na Sé de Braga, pelo Arcebispo de Braga, Eurico Dias Nogueira, a 1 de junho de 1996, e teve como padrinhos Afonso de Herédia, irmão da mãe, e Elena Sofia de Bourbon-Duas Sicílias.
- Maria Francisca Isabel de Herédia de Bragança, Lisboa, 3 de março de 1997 (28 anos), pretendente aos títulos de  Infanta de Portugal e de Duquesa de Coimbra. Foi batizada em Vila Viçosa, pelo Arcebispo de Évora, Maurílio Jorge Quintal de Gouveia, a 31 de maio de 1997, e teve como padrinhos Maria de Liechtenstein, prima por via materna do pai, e Henrique Nuno de Bragança, irmão do pai.
- Dinis de Santa Maria de Herédia de Bragança, Lisboa, 25 de novembro de 1999 (25 anos), pretendente aos títulos de Infante de Portugal e de Duque do Porto. Foi batizado no Porto, pelo Bispo do Porto, Armindo Lopes Coelho, a 19 de fevereiro de 2000, na Sé Catedral da cidade do Porto, e teve como padrinhos Sebastião de Herédia, irmão da mãe, e Ana Cecília de Bourbon-Duas Sicílias.

## Reivindicações pós-monarquia
Duarte Pio de Bragança reivindica, juntamente com a restauração da monarquia constitucional em Portugal, os seguintes títulos:
- Rei de Portugal
- Príncipe Real de Portugal
- Infante de Portugal
- Duque de Barcelos
- Duque de Bragança
- Duque de Guimarães
- Marquês de Vila Viçosa
- Conde de Arraiolos
- Conde de Barcelos
- Conde de Neiva
- Conde de Ourém
- Grão-mestre da Ordem Equestre e Militar de São Miguel da Ala

## Condecorações
- Grão-Mestre da Ordem de Nossa Senhora da Conceição de Vila Viçosa de Portugal
- Grão-Mestre da Real Associação de Guardas de Honra dos Castelos, Panteões e Monumentos Nacionais de Portugal
- Cavaleiro da Ordem Suprema da Santíssima Anunciação da Casa Real de Saboia (1953)
- Cavaleiro de Grã-Cruz da Ordem dos Santos Maurício e Lázaro da Casa Real de Saboia (1953)
- Cavaleiro de Grã-Cruz da Ordem da Coroa de Itália da Casa Real de Saboia (1953)
- Cavaleiro da Ordem do Tosão de Ouro da Casa de Habsburgo (1961)
- Cavaleiro de Grande-Colar da Ordem do Santo Sepulcro de Jerusalém[32] da Santa Sé
- Cavaleiro de Grande-Colar da Ordem do Dragão de Annam da Casa Imperial do Vietname
- Cavaleiro de Grã-Cruz da Ordem do Príncipe Danilo I do Montenegro da Casa Real do Montenegro
- Cavaleiro de Grã-Cruz da Ordem de São Januário[33][34] da Casa Real das Duas Sicílias
- Cavaleiro de Grã-Cruz da Ordem da Estrela de Karađorđević[35] da Casa Real de Karađorđević
- Cavaleiro de Grande-Colar da Ordem Real e Hachemita da Pérola[36] da Casa Real de Sulu
- Cavaleiro de Grande-Colar da Ordem de Timor-Leste[37] da República Democrática de Timor-Leste
- Oficial de Grã-Cruz de Justiça da Sagrada Ordem Militar Constantiniana de São Jorge[34][38] da Casa Real das Duas Sicílias
- Senador de Grã-Cruz com Colar da Sagrada Ordem Militar Constantiniana de São Jorge[34][39] da Casa Real das Duas Sicílias (25 de agosto de 2000)
- Cavaleiro de Calatrava (1985).
- Medalha Memorial da Árvore da Paz em classe Especial com rubis. Prêmio internacional da paz concedido pela organização não governamental eslovaca Servare et Manere.[40]

## Genealogia
|  |  |  |  |  |  |                                                                   |                                                                   |                                                                   |                                                                   | D. João VI Rei de Portugal (1767–1826)                            |                                                                   |  |  |                                                              |                                                              |                                                              |                                                              |                                                              |                                                              |  |  |  |  |  |  |  |  |  |  |  |  |  |  |
|  |  |  |  |  |  |                                                                   |                                                                   |                                                                   |                                                                   |                                                                   |                                                                   |  |  |                                                              |                                                              |                                                              |                                                              |                                                              |                                                              |  |  |  |  |  |  |  |  |  |  |  |  |  |  |
|  |  |  |  |  |  |                                                                   |                                                                   |                                                                   |                                                                   |                                                                   |                                                                   |  |  |                                                              |                                                              |                                                              |                                                              |                                                              |                                                              |  |  |  |  |  |  |  |  |  |  |  |  |  |  |
|  |  |  |  |  |  | D. Pedro IV & I Rei de Portugal e Imperador do Brasil (1798–1834) | D. Pedro IV & I Rei de Portugal e Imperador do Brasil (1798–1834) | D. Pedro IV & I Rei de Portugal e Imperador do Brasil (1798–1834) | D. Pedro IV & I Rei de Portugal e Imperador do Brasil (1798–1834) | D. Pedro IV & I Rei de Portugal e Imperador do Brasil (1798–1834) | D. Pedro IV & I Rei de Portugal e Imperador do Brasil (1798–1834) |  |  | D. Miguel I Rei de Portugal (1802–1866)                      | D. Miguel I Rei de Portugal (1802–1866)                      | D. Miguel I Rei de Portugal (1802–1866)                      | D. Miguel I Rei de Portugal (1802–1866)                      | D. Miguel I Rei de Portugal (1802–1866)                      | D. Miguel I Rei de Portugal (1802–1866)                      |  |  |  |  |  |  |  |  |  |  |  |  |  |  |
|  |  |  |  |  |  | D. Pedro IV & I Rei de Portugal e Imperador do Brasil (1798–1834) | D. Pedro IV & I Rei de Portugal e Imperador do Brasil (1798–1834) | D. Pedro IV & I Rei de Portugal e Imperador do Brasil (1798–1834) | D. Pedro IV & I Rei de Portugal e Imperador do Brasil (1798–1834) | D. Pedro IV & I Rei de Portugal e Imperador do Brasil (1798–1834) | D. Pedro IV & I Rei de Portugal e Imperador do Brasil (1798–1834) |  |  | D. Miguel I Rei de Portugal (1802–1866)                      | D. Miguel I Rei de Portugal (1802–1866)                      | D. Miguel I Rei de Portugal (1802–1866)                      | D. Miguel I Rei de Portugal (1802–1866)                      | D. Miguel I Rei de Portugal (1802–1866)                      | D. Miguel I Rei de Portugal (1802–1866)                      |  |  |  |  |  |  |  |  |  |  |  |  |  |  |
|  |  |  |  |  |  | D. Pedro II Imperador do Brasil (1825–1891)                       | D. Pedro II Imperador do Brasil (1825–1891)                       | D. Pedro II Imperador do Brasil (1825–1891)                       | D. Pedro II Imperador do Brasil (1825–1891)                       | D. Pedro II Imperador do Brasil (1825–1891)                       | D. Pedro II Imperador do Brasil (1825–1891)                       |  |  | D. Miguel Januário de Bragança Duque de Bragança (1853–1927) | D. Miguel Januário de Bragança Duque de Bragança (1853–1927) | D. Miguel Januário de Bragança Duque de Bragança (1853–1927) | D. Miguel Januário de Bragança Duque de Bragança (1853–1927) | D. Miguel Januário de Bragança Duque de Bragança (1853–1927) | D. Miguel Januário de Bragança Duque de Bragança (1853–1927) |  |  |  |  |  |  |  |  |  |  |  |  |  |  |
|  |  |  |  |  |  | D. Pedro II Imperador do Brasil (1825–1891)                       | D. Pedro II Imperador do Brasil (1825–1891)                       | D. Pedro II Imperador do Brasil (1825–1891)                       | D. Pedro II Imperador do Brasil (1825–1891)                       | D. Pedro II Imperador do Brasil (1825–1891)                       | D. Pedro II Imperador do Brasil (1825–1891)                       |  |  | D. Miguel Januário de Bragança Duque de Bragança (1853–1927) | D. Miguel Januário de Bragança Duque de Bragança (1853–1927) | D. Miguel Januário de Bragança Duque de Bragança (1853–1927) | D. Miguel Januário de Bragança Duque de Bragança (1853–1927) | D. Miguel Januário de Bragança Duque de Bragança (1853–1927) | D. Miguel Januário de Bragança Duque de Bragança (1853–1927) |  |  |  |  |  |  |  |  |  |  |  |  |  |  |
|  |  |  |  |  |  | D. Isabel Princesa Imperial do Brasil (1846–1921)                 |                                                                   |                                                                   |                                                                   |                                                                   |                                                                   |  |  |                                                              |                                                              |                                                              |                                                              |                                                              |                                                              |  |  |  |  |  |  |  |  |  |  |  |  |  |  |
|  |  |  |  |  |  |                                                                   |                                                                   |                                                                   |                                                                   |                                                                   |                                                                   |  |  |                                                              |                                                              |                                                              |                                                              |                                                              |                                                              |  |  |  |  |  |  |  |  |  |  |  |  |  |  |
|  |  |  |  |  |  | D. Pedro de Alcântara Príncipe do Grão-Pará (1875–1940)           |                                                                   |                                                                   |                                                                   |                                                                   |                                                                   |  |  |                                                              |                                                              |                                                              |                                                              |                                                              |                                                              |  |  |  |  |  |  |  |  |  |  |  |  |  |  |
|  |  |  |  |  |  |                                                                   |                                                                   |                                                                   |                                                                   |                                                                   |                                                                   |  |  |                                                              |                                                              |                                                              |                                                              |                                                              |                                                              |  |  |  |  |  |  |  |  |  |  |  |  |  |  |
|  |  |  |  |  |  | D. Maria Francisca Princesa de Orléans e Bragança (1914–1968)     | D. Maria Francisca Princesa de Orléans e Bragança (1914–1968)     | D. Maria Francisca Princesa de Orléans e Bragança (1914–1968)     | D. Maria Francisca Princesa de Orléans e Bragança (1914–1968)     | D. Maria Francisca Princesa de Orléans e Bragança (1914–1968)     | D. Maria Francisca Princesa de Orléans e Bragança (1914–1968)     |  |  | D. Duarte Nuno de Bragança Duque de Bragança (1907–1976)     | D. Duarte Nuno de Bragança Duque de Bragança (1907–1976)     | D. Duarte Nuno de Bragança Duque de Bragança (1907–1976)     | D. Duarte Nuno de Bragança Duque de Bragança (1907–1976)     | D. Duarte Nuno de Bragança Duque de Bragança (1907–1976)     | D. Duarte Nuno de Bragança Duque de Bragança (1907–1976)     |  |  |  |  |  |  |  |  |  |  |  |  |  |  |
|  |  |  |  |  |  | D. Maria Francisca Princesa de Orléans e Bragança (1914–1968)     | D. Maria Francisca Princesa de Orléans e Bragança (1914–1968)     | D. Maria Francisca Princesa de Orléans e Bragança (1914–1968)     | D. Maria Francisca Princesa de Orléans e Bragança (1914–1968)     | D. Maria Francisca Princesa de Orléans e Bragança (1914–1968)     | D. Maria Francisca Princesa de Orléans e Bragança (1914–1968)     |  |  | D. Duarte Nuno de Bragança Duque de Bragança (1907–1976)     | D. Duarte Nuno de Bragança Duque de Bragança (1907–1976)     | D. Duarte Nuno de Bragança Duque de Bragança (1907–1976)     | D. Duarte Nuno de Bragança Duque de Bragança (1907–1976)     | D. Duarte Nuno de Bragança Duque de Bragança (1907–1976)     | D. Duarte Nuno de Bragança Duque de Bragança (1907–1976)     |  |  |  |  |  |  |  |  |  |  |  |  |  |  |
|  |  |  |  |  |  |                                                                   |                                                                   |                                                                   |                                                                   |                                                                   |                                                                   |  |  |                                                              |                                                              |                                                              |                                                              |                                                              |                                                              |  |  |  |  |  |  |  |  |  |  |  |  |  |  |
|  |  |  |  |  |  |                                                                   |                                                                   |                                                                   |                                                                   | D. Duarte Pio de Bragança Duque de Bragança (n. 1945)             |                                                                   |  |  |                                                              |                                                              |                                                              |                                                              |                                                              |                                                              |  |  |  |  |  |  |  |  |  |  |  |  |  |  |